# Kiðagilshnúkur
Kiðagilshnúkur är en bergstopp i republiken Island. Den ligger i regionen Norðurland eystra, 220 km nordost om huvudstaden Reykjavík. Toppen på Kiðagilshnúkur är 793 meter över havet.
Trakten runt Kiðagilshnúkur är nära nog obefolkad, med mindre än två invånare per kvadratkilometer. Det finns inga samhällen i närheten. Trakten runt Kiðagilshnúkur består i huvudsak av gräsmarker.